# Rubeus Hagrid
Rubeus Hagrid je fiktivní postava ze série knih o Harrym Potterovi napsaných J. K. Rowlingovou. Byl představen v knize Harry Potter a Kámen mudrců jako poloobr a poločlověk, klíčník a šafář v Bradavicích, což byla jeho činnost v šesti knihách. Ve třetí knize Harry Potter a vězeň z Azkabanu se stal učitelem předmětu péče o kouzelné tvory, a je později zmíněn jako člen Fénixova řádu.

## Popis
Hagrid navzdory své nebezpečné postavě je dobrák od kosti, a má rád Harryho Pottera, Rona Weasleyho a Hermionu Grangerovou. Rád chová velmi nebezpečná zvířata a některá z nich předvádí na svých hodinách péče o kouzelné tvory. Dorůstal do výšky 11 a půl stop (3,5 m). Na lidské poměry byl obrovský, ale na obří měřítka byl velmi malý.

## Život

### Život před první knihou
Rubeus Hagrid se narodil 6. prosince 1928 v Deanovském lese na západním pobřeží Anglie panu Hagridovi a obryni Fridwulfě. Když mu byly tři roky, jeho matka se vrátila do své obří kolonie a nechala ho otci, aby ho vychovával sám. Později se Hagrid zmínil, že na matku má z dětství velmi málo vzpomínek, ale na otce vzpomíná rád. Triu později přiznal, že nebyla skvělá matka. V šesti letech už dokázal zvednout svého otce na prádelník.
Do Bradavic začal chodit v roce 1940 a byl zařazen do Nebelvíru. Avšak ve třetím ročníku byl vyloučen, když se ředitel domníval, že to byl právě Hagrid, kdo otevřel Tajemnou komnatu. Díky Brumbálovi však směl zůstat v Bradavicích a staral se o školní pozemky. Tohohle se už však jeho otec nedožil.

### Harry Potter a Kámen mudrců
Hagrid byl představen v první kapitole. Po smrti Jamese a Lily Potterových, byl pověřen Albusem Brumbálem, aby vynesl jejich syna Harryho z trosek domu, kterého zničila kletba Lorda Voldemorta. Když se Minerva McGonnagalová ptá Brumbála, proč právě Hagrid byl pověřen tímto úkolem, Brumbál říká, že by Hagridovi svěřil vlastní život. Plnil úkoly, které mu zadal Brumbál. Po deseti letech měl za úkol vyzvednout Kámen mudrců z Gringottovy banky a dát ho střežit Chloupkem (tříhlavým psem). Brumbál mu dal také za úkol vyzvednout Harryho a pomoci mu nakoupit školní vybavení. Hagrid byl zaměstnanec školy, který byl Harrymu představen, než začal chodit do školy. Hagrid se stal také dobrým přítelem Rona a Hermiony. Později vyhraje dračí vejce od osoby v kápi.

### Dráp
Dráp (angl. Grawp) je Hagridův mladší obří bratr. Mají společnou matku obryni Frídwulfu. Hagrid si ho dovedl do Británie poté, co se spolu s madam Maxime na příkaz Brumbála vydal na konci čtvrtého dílu za obry. Je vysoký téměř pět metrů, což je podle Hagrida na obra málo. Ostatní obři ho kvůli tomu týrali, a proto si ho Hagrid vzal s sebou do Zapovězeného lesa. Hagrid se ho pokoušel naučit anglicky a způsobnému chování. Po odchodu Hagrida z Bradavic během vlády Dolores Umbridgeové zůstane Dráp v péči Harryho, Rona a Hermiony. Ty také zachrání od kentaurů, když řeší, co s Harrym a Hermionou udělají. V šestém díle ho Hagrid přestěhuje do hor, kde je mu líp. Také s ním navštíví Brumbálův pohřeb. V sedmém díle se zúčastní závěrečné bitvy o Bradavice jako jediný obr bojující proti Smrtijedům.

## Životopis
Hagrid studoval v Bradavicích ve stejné době jako Tom Rojvol Riddle. Do školy nastoupil v roce 1940 a studoval v Nebelvíru. Riddle ho nalezl, jak se stará o akromantuli Aragoga a obvinil ho, že je Zmijozelův dědic a on způsobil smrt Ufňukané Uršuly. Hagrid je proto vyloučen ze školy a jeho hůlka je zničena. Tu si ale uložil do růžového deštníku a ačkoli kouzla používat oficiálně nesmí, když ho nikdo nevidí, kouzlí. Díky Brumbálovi, který byl v době Hagridova vyloučení učitelem přeměňování, jenž přemluvil ředitele Dippeta, mohl Hagrid v Bradavicích zůstat jako hajný a klíčník. Na začátku školního roku také převáží prvňáky na člunech přes jezero do školy.

### První tři díly

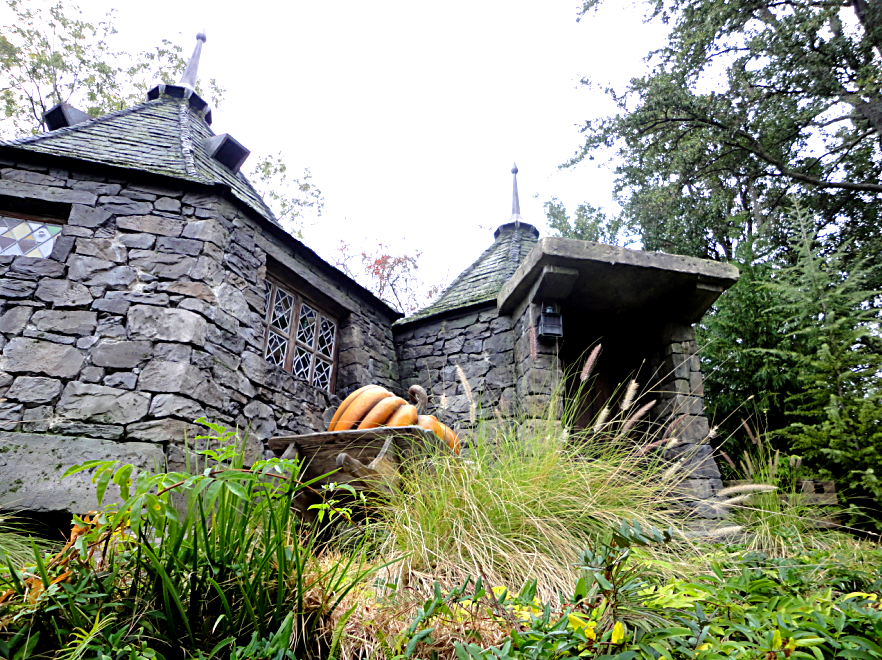
Replika Hagridova domu v Kouzelnickém světě Harryho Pottera (Orlando, USA)

Hagrid se objevil již v první kapitole, kdy na motorce Siriuse Blacka přivezl Harryho na příkaz Brumbála do Zobí ulice za Dursleyovými. O několik let později pak má zase za úkol najít Harryho a říct mu o Bradavicích, vyzvednout kámen mudrců od Gringottových. Jeho trojhlavý pes Chloupek je také využit k ochraně kamene mudrců v Bradavicích. Hagrid byl tedy první osobou, která Harrymu sdělila informace o kouzelnickém světě a základní znalosti o tom, jak to v něm chodí. Harry v Hagridovi vidí jednu z nejdůležitějších osob v jeho životě. Později se stane přítelem i Rona a Hermiony.
Trojice objeví právě díky rozhovorům s Hagridem nějaké informace o tom, co se skrývá za Chloupkem. Také se od něj dozví, že jediný způsob, jak ho uklidnit, je zahrát mu hudbu. To Hagrid prozradil i přestrojenému profesorovi Quirellovi, který ho v hospodě opil a dal mu dračí vejce. Z toho se později vyklubal norský ostrohřbetý drak Norbert, kterého pak nechali Harry a Hermiona odvézt přáteli Charlieho Weasleyho do Rumunska, protože Draco Malfoy je našel u Hagrida a všichni čtyři (Draco, protože byl po setmění mimo svou postel) dostali kvůli tomu školní trest, který si odpykali s Hagridem v Zapovězeném lese.
Ve druhém díle se dozvíme, proč byl Hagrid vyloučen ze školy. Kvůli dávnému obvinění z útoků na studenty byl Hagrid poslán v tomto díle ministerstvem preventivně do Azkabanu. Díky tomu, že Harry zabil baziliška a Ginny Weasleyová vypověděla, že byla pod vlivem Toma Raddlea, byl Hagrid osvobozen a na začátku třetího dílu se stal po odchodu profesora Kettleburna novým profesorem péče o kouzelné tvory. Ve své první hodině předvede studentům hipogryfy a ačkoli předem studenty důrazně varuje, že je nemají urážet, Draco Malfoy nejtemperamentnějšího hipogryfa Klofana urazí, ten ho napadne a Malfoy je zraněn. Ačkoli jeho zranění není vážné, simuluje a dojde to tak daleko, že má být Klofan popraven i přes výpověď Albuse Brumbála, že je Klofan nevinný. Klofan je ale zachráněn díky tomu, že se Harry a Hermiona vrátí v čase. Na Klofanovi odletí Sirius Black.

### 4. – 6. díl
Ve čtvrtém díle se dozvíme, že je Hagrid napůl obr, což uveřejní Rita Holoubková, která zároveň tvrdí, že Hagrid zdědil po matce brutalitu, protože studentům předvádí různé nebezpečné tvory jako třaskavé skvorejše. K očernění Hagrida jí pomůže také Draco Malfoy, který vytáhne své napadení Klofanem. Hagrid je článkem Holoubkové zasažen a chce odejít z místa učitele. Harry, Ron, Hermiona a Brumbál ho ale přemluví, aby zůstal. V tomto díle se také zamiluje do madame Maxime, ředitelky Krásnohůlek a také napůl obryně. Hagrid ukáže také Harrymu draky určené pro první úkol v turnaji tří kouzelnických škol a pro třetí úkol dodá třaskavé skvorejše.
Na začátku školního roku v Harryho pátém ročníku Hagrid není. Zastupuje ho profesorka Červotočková, protože Hagrid je spolu s madame Maxime na cestě k obrům, odkud si přivedl svého bratra Drápa, který ho cestou vážně zranil, protože s ním nechtěl jít. Toho Hagrid později představí Harrymu a Hermioně, aby se o něj starali poté, co odejde kvůli Dolores Umbridgeové za Brumbálem. Ta a další ministerští úředníci se ho pokusí marně zatknout, při útoku je vážně zraněna Minerva McGonagallová, která se Hagrida zastala. Hagrid se do Bradavic vrátí spolu s Brumbálem.
V šestém díle přestanou Harry, Ron a Hermiona navštěvovat hodiny péče o kouzelné tvory, a Hagrid je kvůli tomu na ně naštvaný. Později mu ale dojde, že to nebylo kvůli tomu, že by ho neměli rádi, a usmíří se s nimi. Později zemře Aragog, a Hagrid riskuje svůj vlastní život, aby dostal jeho tělo z jejich "domova" a mohl mu udělat důstojný pohřeb. Toho se zúčastní i Horacio Křiklan, který tak získá vzácný akromantulí jed. Při útoku Smrtijedů na Bradavice na konci školního roku shoří jeho bouda. Na konci se Hagrid zúčastnil Brumbálova pohřbu.

### Sedmý díl
Na začátku pomáhá Hagrid s transportem Harryho od Dursleyových. Právě jemu je svěřen pravý Harry. Veze ho na staré motorce Siriuse Blacka. Jsou napadeni Smrtijedy a samotným Voldemortem, ale nakonec se bezpečně dostanou do Doupěte. Později je viděn ještě na svatbě Billa Weasleyho a Fleur Delacourové a pak až v závěrečné bitvě o Bradavice. Předtím musel ale z Bradavic spolu s Drápem a Tesákem utéct, protože pořádal ve své boudě party na podporu Harryho Pottera. Během bitvy se snaží zadržet Aragogovy potomky, kteří jsou vypuzeni Smrtijedy ze Zapovězeného lesa a napadají Smrtijedy a jejich protivníky. Když Voldemort zaútočí na Harryho a zničí tak viteál v něm, Hagrid je nucen donést jeho tělo zpátky do školy, aniž by věděl, že Harry stále ještě žije. Nařkne také kentaury z toho, že jen tak nečinně přihlížejí bitvě a nezapojí se, později se i oni zapojili. Hagrid bojuje v druhé části bitvy s Macnairem, kterého doslova prudce hodil proti zdi (není jasné, zda Mancair přežil) a konečně se mu tak pomstil za to, jak málem zabil Klofana.
V epilogu, devatenáct let po pádu Voldemorta, je Hagrid stále v Bradavicích, ale neví se na jaké pozici. Je pouze zmíněno, že pozval Harryho syna Albuse na čaj.

## Hagridovi domácí mazlíčci

### Aragog

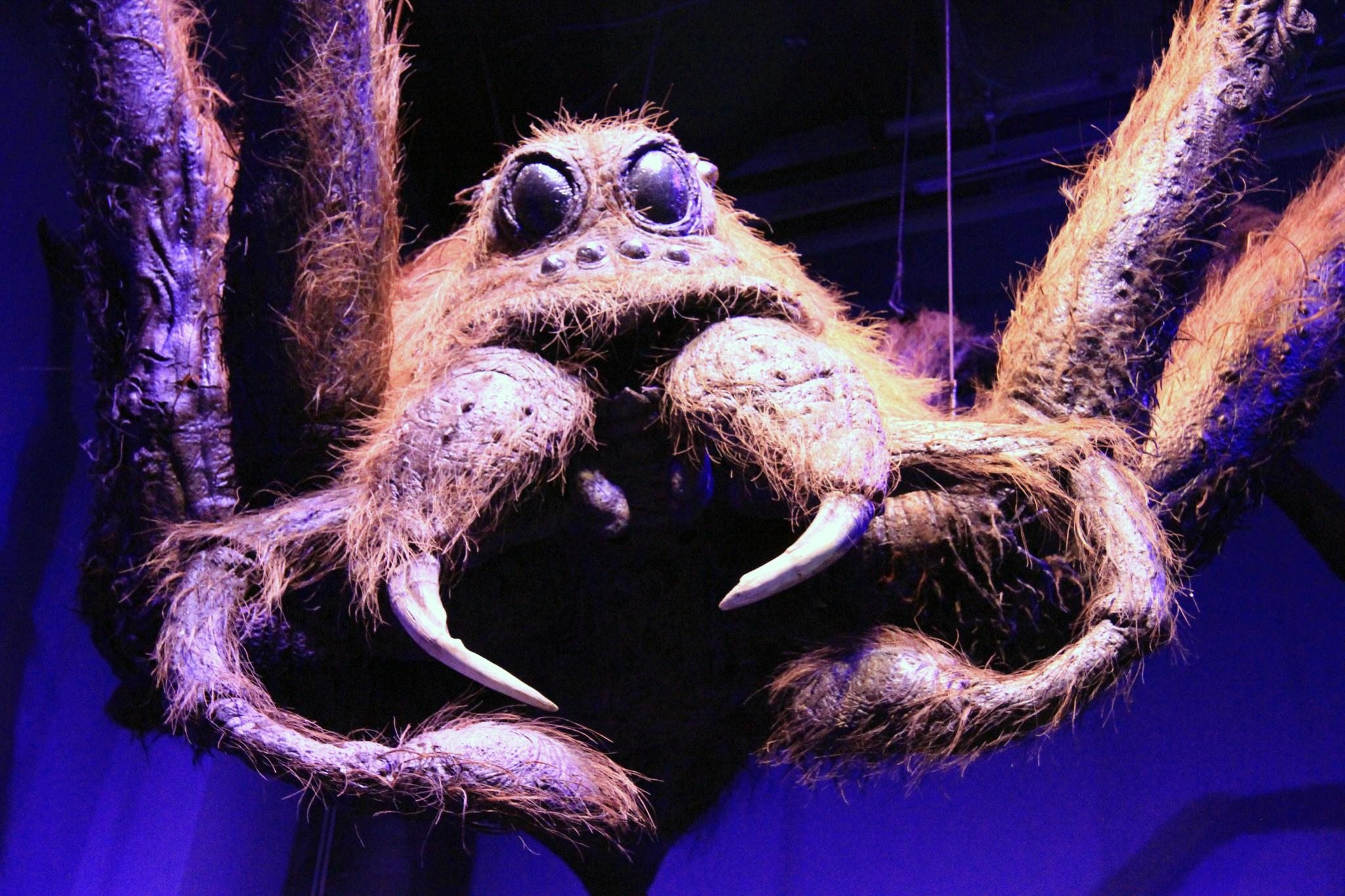
Aragog na stále výstavě ve studiovém komplexu společnosti Warner Bros. (Watford, Anglie)

Aragog byl akromantule žijící v Zapovězeném lese. Hagrid ho vychoval z vejce jako student Bradavic. Právě kvůli němu byl Hagrid vyloučen. Tom Rojvol Raddle totiž tvrdil, že Aragog je tím netvorem, který zabil Ufňukanou Uršulu, netvorem Salazara Zmijozela z Tajemné komnaty. Po Hagridově vyloučení žil Aragog v lese spolu s družkou Mosag, kterou mu Hagrid našel. Společně vytvořili celou kolonii akromantulí. Ve druhém ročníku Aragoga navštívili Harry a Ron, Aragog jim řekl o tom, jak Hagrida vyloučili ze školy. Harryho a Rona však napadli jeho potomci a podařilo se jim utéct jen díky létajícímu Fordu Anglia, autu pana Weasleyho, se kterým ten rok přiletěli do školy. V šestém díle Aragog zemře, Hagrid mu uspořádá pohřeb, který navštíví i Horacio Křiklan, který chce získat akromantulí jed.

### Chloupek
Chloupek je obrovský trojhlavý pes (obdoba řeckého Kerbera), kterého Hagrid půjčil Brumbálovi, aby hlídal vchod do míst, kde byl ukryt Kámen mudrců. Jediný způsob, jak ho obejít, byl zahrát mu nějakou píseň, po které usnul. Profesor Quirell, služebník lorda Voldemorta se přes něj dostal pomocí harfy, Harry, Ron a Hermiona pomocí flétny. Když dostala J. K. Rowlingová otázku, co se s Chloupkem stalo, když už ho nebylo potřeba v Bradavicích, řekla, že byl puštěn do Zapovězeného lesa.

### Klofan

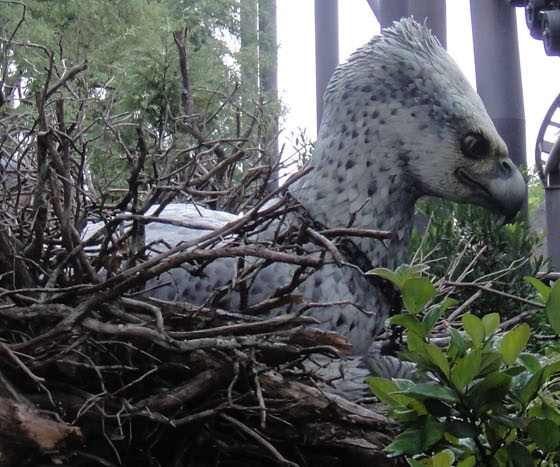
Klofan (Křídlošíp)

Klofan, později Křídlošíp, je hipogryf, kterého Hagrid ukáže svým studentům na své první hodině péče o kouzelné tvory ve třetím díle Harry Potter a vězeň z Azkabanu. Harry se s ním úspěšně seznámí. Když k němu přistoupí Draco Malfoy, tak ho i přes Hagridovo varování urazí a Klofan Malfoye napadne. Dracův otec Lucius Malfoy vyvolá řízení, při kterém je Klofan odsouzen k smrti. Ke konci školního roku (v Harryho třetím ročníku) ho má popravit kat Macnair. Klofan je ale zachráněn Harrym a Hermionou, kteří se vrátí pomocí obraceče času, a pomůže také utéci Siriusi Blackovi. S tím pak žije v Prasinkách a na Grimmauldově náměstí 12. Po Siriusově smrti ho zdědí Harry, který ho nechá vrátit Hagridovi.

### Norbert(a)
Norbert, později Norberta, je norský ostrohřbetý drak, jehož vejce získal Hagrid u Prasečí hlavy od profesora Quirella, který sloužil Voldemortovi, poté, co se nechal opít za to, že prozradil, jak obejít Chloupka. Po vylíhnutí ho Hagrid chová ve své hájence. Harry, Ron a Hermiona chtějí, aby se ho vzdal, ale Hagrid dlouho nechce. Nakonec ho nechá poslat k Charlie Weasleyovi do Rumunska, kde je dračí rezervace. V sedmém díle řekne Charlie Hagridovi, že se jedná o samici a byla přejmenována na Norbertu.

### Tesák
Tesák je Hagridův pes cvičený na černou zvěř, který je i přes svou obrovskou velikost normálním psem. Podle Hagrida je to zbabělec. Hagrida doprovází při jeho spravování školních pozemků. V šestém díle kvůli němu Hagrid riskuje život, když ho zachraňuje ze své hořící boudy, kterou předtím zapálili smrtijedi při útěku z Bradavic. Ve filmech je zobrazován jako neapolský mastin.
| Profesor péče o kouzelné tvory v Bradavicích | Profesor péče o kouzelné tvory v Bradavicích | Profesor péče o kouzelné tvory v Bradavicích |
| -------------------------------------------- | -------------------------------------------- | -------------------------------------------- |
| Předchůdce: Profesor Kettleburn              | od 1993 Rubeus Hagrid                        | Nástupce: úřadující                          |

| Hajný v Bradavicích | Hajný v Bradavicích   | Hajný v Bradavicích |
| ------------------- | --------------------- | ------------------- |
| Předchůdce: Ogg     | od 1942 Rubeus Hagrid | Nástupce: úřadující |